# الگوریتم لوک
الگوریتم look یک الگوریتم زمان بندی دیسک است که برای تعیین کردن درجه به طوری که درخواست‌های خواندن و نوشتن دیسک جدید تحت پردازش قرار می‌گیرند، استفاده می‌شود.

## توصیف
الگوریتم لوک مشابه اگوریتم SCAN است که هدها سرتاسر سطح دیسک را در هر دو جهت اجرای خواندن و نوشتن روبش می‌کند. اما نه مانند الگوریتم SCAN که درونی‌ترین و بیرونی‌ترین سیلندرها مشاهده می‌نماید. در هر روبش الگوریتم LOOK جهت‌ها هنگامی که هد به آخرین درخواست جاری می‌رسد تغییر خواهد کرد.

## متغیرها
یک متغیر الکوریتم LOOK، C-LOOK است که درخواست‌ها را فقط در یک جهت به اجرا در می‌آورد. بدین ترتیب که C-LOOK شروع در درونی‌ترین سیلندر مورد تقاضا روی می‌دهد و به طرف بیرون درخواست‌ها را به اجرا در می‌آورد تا زمانی که به آخرین درخواست برسد. سپس آن مستقیماً به درونی‌ترین درخواست بر می‌گردد و شروع به اجرا درآوردن درخواست‌ها با حرکت به سمت بیرون می‌کند.

## عملکرد
الگوریتم LOOK تا اندازه‌ای میانگین زمان‌های جستجوی بهتری نسبت به الگوریتم SCAN دارد. C-LOOK اختلاف پائین تر کمی در زمان جستجو نسبت به الگوریتم LOOK دارد تا جائی که زمان جستجوی بدترین وضعیت تقریباً در میانه قطع می‌شود.
متغیرهای دیگر شامل موارد ذیل می‌باشد:
- الگوریتم آسانسور و اسکن
- الگوریتم F-SCAN
- الگوریتم N-Step-SCAN